# 483
| 483                |
| ------------------ |
| Dødsfald - Fødsler |
|                    |

| Gregoriansk kalender | 483 CDLXXXIII           |
| Ab urbe condita      | 1236                    |
| Armensk kalender     | I/T                     |
| Kinesiske kalender   | 3179 – 3180 壬戌 – 癸亥 |
| Etiopisk kalender    | 475 – 476               |
| Jødisk kalender      | 4243 – 4244             |
| Hindukalendere       |                         |
| - Vikram Samvat      | 538 – 539               |
| - Shaka Samvat       | 405 – 406               |
| - Kali Yuga          | 3584 – 3585             |
| Iransk kalender      | 139 BP – 138 BP         |
| Islamisk kalender    | 143 BH – 142 BH         |

Se også 483 (tal)

## Dødsfald
- 10. marts Pave Simplicius